# Epitaph für Femina Rem

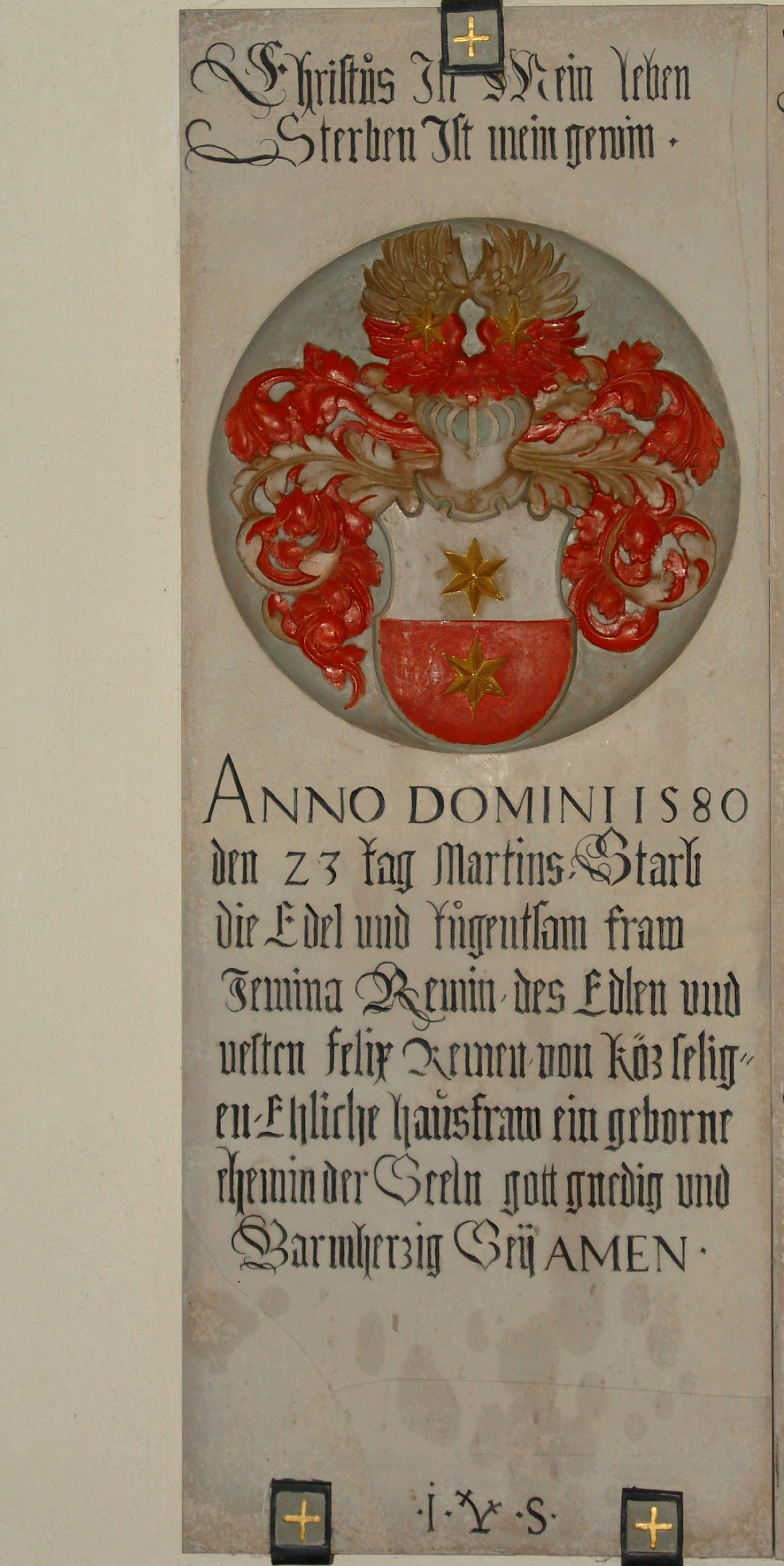
Epitaph für Femina Rem in Alerheim

Das Epitaph für Femina Rem befindet sich in der evangelisch-lutherischen Pfarrkirche St. Stephan in Alerheim, einer Gemeinde im schwäbischen Landkreis Donau-Ries in Bayern. Das Epitaph ist ein Teil der als Baudenkmal geschützten Kirchenausstattung.
Das Epitaph für Femina Rem († 1580) ist 1,55 Meter hoch und 63 cm breit, es ist aus Solnhofer Stein gearbeitet. 
Im oberen Teil ist das farbig gefasste Familienwappen zu sehen. Darüber steht: „Christus ist mein Leben, Sterben ist mein Gewinn.“ 

Unter dem Wappen steht folgende Inschrift: 

„Anno Domini 1580 den 23. Tag Martins starb die edel und tugendsam Fraw Femina Remin des edlen und vesten Felix Remen von Köz seligen eheliche Hausfraw ein geborne Rhemin der Seelen Gott gnedig und barmherzig sey. Amen“